# Gynoplistia fulva
Gynoplistia fulva är en tvåvingeart som beskrevs av Günther Theischinger 1993. Gynoplistia fulva ingår i släktet Gynoplistia och familjen småharkrankar. Inga underarter finns listade i Catalogue of Life.